# Bernard Wapowski
Bernard Wapowski z Radochoniec herbu Nieczuja, inna forma nazwiska: Vapovius (ur. 1450 w Wapowcach koło Przemyśla, zm. 25 listopada 1535 w Krakowie) – polski kanonik krakowski, historyk, humanista, mówca, astronom, najwybitniejszy polski kartograf w XVI wieku. Nazywany jest ojcem polskiej kartografii.

## Działalność
Pochodził z zamożnej rodziny szlacheckiej, Wapowskich herbu Nieczuja (ojciec Stanisław, matka Ciołkówna); rodzina pisała się na Wapowcach. Wychowywał się w Ostrowie i Wapowcach. Do szkoły uczęszczał w Przemyślu. Studiował w Akademii Krakowskiej (1493), wraz z Mikołajem Kopernikiem był wówczas uczniem Wojciecha z Brudzewa. Pracował jako kantor przemyski. Później studiował w Bolonii (1503–1505), gdzie uzyskał doktorat prawa kanonicznego (15 lutego 1505). Wkrótce potem wyjechał do Rzymu, gdzie z przerwą spędził 10 lat. Polecony przez Erazma Ciołka bawił na dworze papieża Juliusza II. W roku 1511 otrzymał w Rzymie, od papieża Leona X, tytuł cubicularius (prałata domowego) et protonotarius apostolicus (protonotariusza apostolskiego), gdzie współpracował przy wydawaniu Nauki geograficznej Klaudiusza Ptolemeusza. Na początku roku 1515 wrócił do Polski. Jako duchowny uzyskał wiele godności, m.in. został kanonikiem poznańskim (1511), gnieźnieńskim (1514), łęczyckim, wiślickim oraz sekretarzem królewskim i urzędowym historiografem Zygmunta Starego, potem kantorem i kanonikiem krakowskim (1523). Według A. Birkenmajera był także przez pewien okres profesorem na wydziale prawnym Akademii Krakowskiej. Był humanistą i żarliwym katolikiem.

### Kartograf

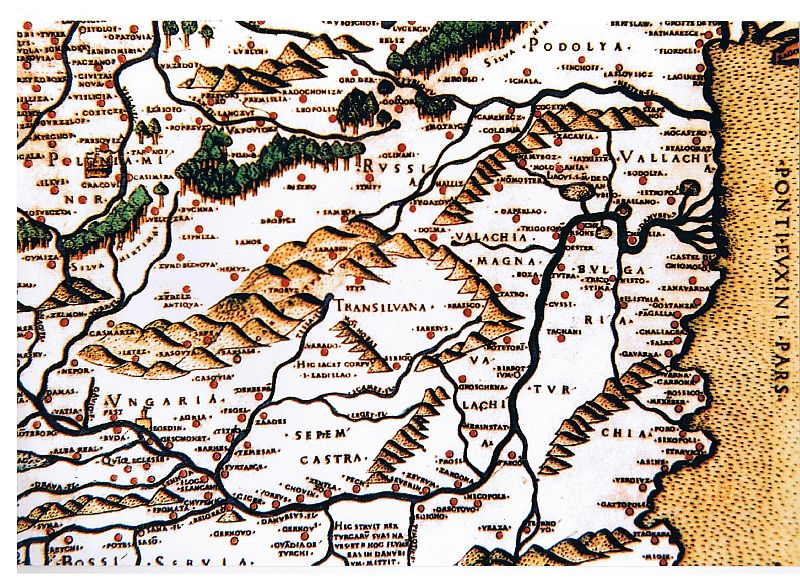
Mapa Bernarda Wapowskiego

Od roku 1511 współpracował z kartografem Marco Beneventano przy opracowywaniu przeróbki mapy Europy Środkowej oraz nad krytycznym wydaniem Geografii Ptolemeusza Klaudiusza. W roku 1515 powrócił do kraju, zostając sekretarzem króla. W 1526 roku ukazały się dwie pierwsze wydane w Polsce mapy, będące właśnie jego dziełem. Przedstawiały one: Europę między Toruniem i Konstantynopolem oraz Europę pomiędzy ujściem Donu oraz Poznaniem. Jednocześnie mapy były pierwszymi kompletnymi mapami przedstawiającymi ziemie Rzeczypospolitej. Do dzisiaj zachowała się kopia części jednej z map, pozwalająca ustalić, iż polski kartograf prawdopodobnie jako pierwszy poprawił błąd Ptolemeusza związany z położeniem Morza Czarnego.
W 1526 r. wykonał także mapę Polski w skali 1:1 000 000 obejmująca jedynie jej obszar. Mapa ta jest najstarszym zabytkiem kartografii polskiej. Została ona wykonana w Krakowie sposobem drzeworytniczym przez tamtejszego sztycharza Unglera. Nosiła tytuł Mapp/a in qua illustr/antur ditiones Regni/ Poloniae ac Magni D/ucatus Lithuaniae pars. Mapa Wapowskiego uściśliła obraz kartograficzny Rzeczypospolitej. Na niej bazowały późniejsze mapy regionu. Widać wyraźnie jej wpływy na mapach Wacława Grodzieckiego (1562) oraz Gerarda Merkatora (1554, 1572). Wykonał także mapę krajów wschodniej Europy Tabula Sarmatiae... (w skali 1:2 900 000), obie wydane w 1526 r.

### Historyk
Bernard Wapowski był historiografem na dworze Zygmunta I Starego oraz autorem Kroniki obejmującej dzieje Polski od czasów legendarnych po 1535 rok (część do 1380 r. zaginęła, część 1381-1463 w tłumaczeniu wydano w latach 1847–1849, część 1480-1535 wydano w 1874 r.). Był też kontynuatorem Kronik Jana Długosza.

## Twórczość

### Ważniejsze utwory
- De bello a Sigismundo I, rege Poloniae, contra Moscos gesto a. 1508, wyd. J. Korzeniowski Scriptores Rerum Polonicarum, t. 15 (1891) i odb. (opis wojny roku 1508, powst. w 1509, uzupełniał się wzajemnie z odnośnym ustępem w Kronice później napisanym); rękopis w Bibliotece Watykańskiej
- Panegyris seu carmen elegiacum in victoriam Sigismundi I regis de Moschis..., ogł. w zbiorze pt. Carmina de memorabili cede Scismaticorum, Rzym 1515 (tu wiersze różnych poetów sławiące zwycięstwo pod Orszą, wyd. przez Łaskiego, prawdopodobnie pod red. B. Wapowskiego); przedr. J. Szujski przy wyd.: Kronika..., 1874 (poemat łaciński o 228 wersach)
- Mowa z roku 1518, wyd. R. Maurer Monumenta Poloniae Historica, t. 3 (1878), s. 92–93
- Mowa z roku 1522, wyd. Scriptores Rerum Polonicarum, t. 2 (1874)
- Oratio coram... domino Sigismundo Poloniae rege invictissimo in reditu Suae Maiestatis ex Lithuania... habita, Kraków 1523, dr. F. Ungler; przedr. J. Szujski przy wyd.: Kronika..., 1874
- (Mapy:) Tabula Sarmatiae, Kraków 1526-1528, drukarnia F. Ungler; Mappa in qua illustrantur ditiones Regni Poloniae ac Magni Ducatus Lithuaniae, Kraków 1526-1528, drukarnia F. Ungler (mapa chorographia północnej Europy, nad która pracował w roku 1533, zaginęła); fragm. 2 map Sarmacji, wyd. Kraków 1535, i fragm. mapy Polski, odnalezione w roku 1932 przez K. Piekarskiego w oprawach ksiąg Archiwum Akt Dawnych w Warszawie, zniszczone w 1944; fragm. mapy Polski reprodukowali: S. Leszczycki, S. Pietkiewicz Atlas Polski. Dawne mapy Polski, zeszyt 1, Warszawa 1953; Odrodzenie w Polsce. Materiały Sesji Naukowej PAN 25–30 października 1953 r., t. 2: Historia nauki, cz. 2, Warszawa 1956, pomiędzy s. 352–353 verso; Odrodzenie w Polsce, tekst i wybór ilustracji: S. Lorentz, Warszawa 1954, s. 88; W. Kowalenko „Bałtyk i Pomorze w historii kartografii (VII-XVI w.)”, Studia Pomorskie, Poznań 1954, s. 382 (= Przegląd Zachodni)
- Kronika obejmująca dzieje Polski od czasów przedchrześcijańskich do 1535 nie wyszła w całości drukiem; część do roku 1380 zaginęła; rękopisy obejmujące lata 1380–1535 znajdowały się w Bibliotece Baworowskich i Bibliotece Jagiellonskiej; fragm. za lata 1506–1535 wyd. T. Płaza pt. Cromeri descriptione posteriores continuans, przy: M. Kromer Polonia, Kolonia 1589; część za lata 1381–1463 wyd. w przekł. polskim M. Malinowski pt. Dzieje Korony Polskiej i W. Księstwa Litewskiego, t. 1-3, Wilno 1847-1849; właściwy tekst kroniki z lat 1480–1535 wyd. J. Szujski pt. „Chronicorum B. Vapovii pars posterior... Kroniki B. Wapowskiego z Radochoniec, kantora katedralnego krakowskiego, część ostatnia, czasy podługoszowskie obejmująca”, Scriptores Rerum Polonicarum, t. 2 (1874); część za lata 1463–1480 nie została do naszych czasów ogłoszona (gł. źródłem Kroniki... do roku 1480 był Długosz; dzieło to znali i wykorzystali – również cz. 1, niezachowaną – M. Kromer i M. Bielski; fragmenty tej części znajdują się w Kronice Marcina Bielskiego, fragm. obszerniejsze w przeróbce Joachima Bielskiego).

### Listy
- Do J. Dantyszka, dat. w Krakowie 22 sierpnia 1530, ogł. Acta Tomiciana, t. 12 (1906); autograf: Biblioteka Czartoryskich, rękopis nr 1596
- Do J. Dantyszka, dat. w Krakowie 5 i 15 marca 1533, fragmenty ogł. M. Wiszniewski Historia literatury polskiej, t. 7, Kraków 1844, s. 567–568 przyp.; całość: W. Pociecha Acta Tomiciana, t. 15 (1957), nr 114, 146, s. 155–157, 195
- Od Mikołaja Kopernika, dat. 1524, wyd.: M. Curtze Inedita Copernicana, Lipsk 1878; L. A. Birkenmajer Mikołaj Kopernik, cz. 1, Kraków 1900
- 2 listy do Zygmunta Herbersteina, rękopis w Nemzeti Muzeum w Budapeszcie, sygn. Fol. Lat. 258 (wiadomość podają: K. Lepszy, J. Tazbir „Poszukiwania naukowe na Węgrzech”, Kwartalnik Historyczny 1957, nr 2, s. 280).

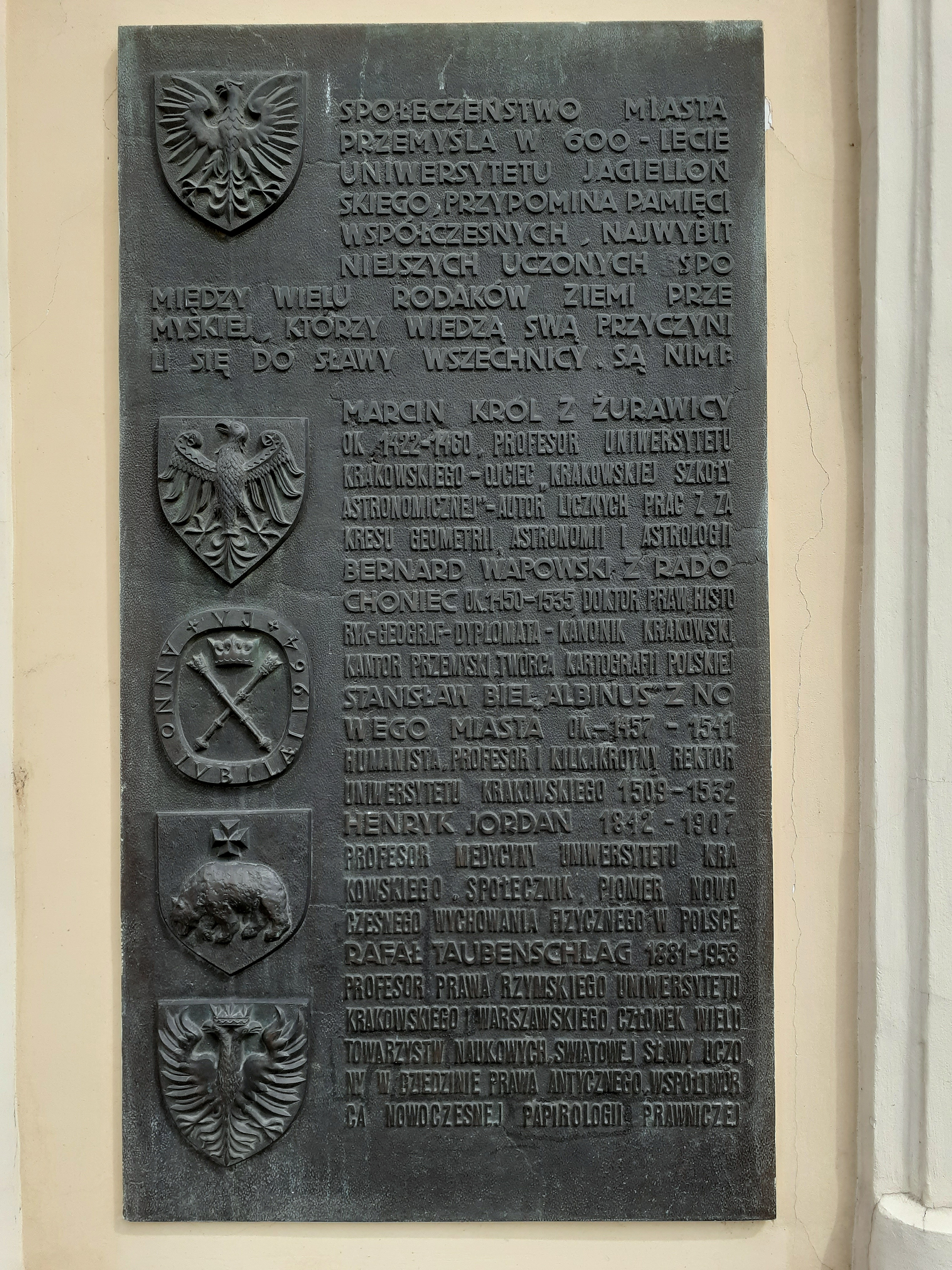
Wzmianka o Bernardzie Wapowskim na tablicy w ratuszu w Przemyślu

## Upamiętnienie
Nazwiskiem Bernarda Wapowskiego nazwano krater Wapowski na Księżycu, a także jedną z ulic w Krakowie (dzielnica VIII Dębniki) oraz w Lublinie (dzielnica Wrotków). Ulica Bernarda Wapowskiego znajduje się również w Warszawskim Ursusie.